# Pardosa strix
Pardosa strix este o specie de păianjeni din genul Pardosa, familia Lycosidae. A fost descrisă pentru prima dată de Holmberg, 1876. Conform Catalogue of Life specia Pardosa strix nu are subspecii cunoscute.